# Фатима бинт ел Хатаб
Фатима бинт ел Хатаб била је сестра другог халифе Омара ибн ел Хатаба, заједно са Зајдом ибн ел Хатабом била је једна од првих женских следбеника исламског посланика Мухамеда. Она је била најмлађа ћерка Хатаба ибн Нуфајла, који ју је удао за свог нећака, по имену ханиф Саид ибн Закд. Фатима и њен супруг су у исто време прихватили ислам.